# 氷室川
氷室川（ひむろがわ）は、大阪府高槻市北西部を流れる川。女瀬川の支流であり、淀川の3次支流。

## 流域
大阪府高槻市の西部を流れる女瀬川の支流である。阿武山の丘陵に発し南流し、土室町（はむろちょう）で東に転じ氷室町（ひむろちょう）と宮田町の境界付近で女瀬川中流部右岸に注ぐ。

## 歴史
昭和50年代に氷室川が北部から掘削され、バイパス化された。平成29年には防護柵の工事が施された。

## 流域の自治体
大阪府高槻市のみ。